# بيير جينجراس
بيير جينجراس هو سياسي كندي، ولد في 21 أبريل 1952 في Shawinigan-Sud ‏ في كندا. نشط حزبياً في Action démocratique du Québec ‏. وقد انتخب عمدة وانتخب عضو الجمعية الوطنية في كيبك ‏.